# Båstadsträffen
Båstadsträffen är en årligt återkommande event för transpersoner från hela Norden. Det arrangeras två - tre träffar per år, i Båstad, med ett varierat program med fokus på social samvaro. 
Båstadsträffen startade 1997, som ett samarrangemang mellan de olika nordiska föreningarna för man-till-kvinna-transvestiter, FPES, FPE Norge, ( numera FTP Norge) och TiD. De är Sveriges äldsta, fortfarande förekommande, årliga event för transpersoner. Sedan 2010 arrangeras de av föreningen Båstadsträffen, som fungerar som en lokalavdelning i den svenska föreningen FPES. Evenemanget lockar åttiotalet personer årligen och är öppet för alla transpersoner med partners. Huvuddelen av gästerna är traditionellt man-till-kvinna-transvestiter, men under senare år har andelen transsexuella gäster blivit allt fler. Andelen gäster som är ickebinära eller transmän är marginell.
En av de  mer publika aktiviteterna var under många år High Heel Race, ett sprinterlopp i högklackade skor. Andra klassiska inslag i programmet är fest på Pepes Bodega, en restaurang i Båstad. Båstadsträffen hölls 1997-2007 på Hotel Riviera, för att sedan arrangeras på Pensionat Enehall till 2010, återgå till Riviera 2011, flytta till Hemmeslövs herrgård 2012 och från 2013 hållas på Enehall igen.